# Xã Wilson, Quận Charlevoix, Michigan
Xã Wilson (tiếng Anh: Wilson Township) là một xã thuộc quận Charlevoix, tiểu bang Michigan, Hoa Kỳ. Năm 2010, dân số của xã này là 1.964 người.